# Smederevska Palanka
Smederevska Palanka (serbocroata cirílico: Смедеревска Паланка) es un municipio y villa de Serbia perteneciente al distrito de Podunavlje del centro del país.
En 2011 tenía 50 284 habitantes, de los cuales 23 601 vivían en la villa y el resto en las 17 pedanías del municipio. La mayoría de la población se compone étnicamente de serbios (47 972 habitantes).
Se ubica a medio camino entre Smederevo y Kragujevac.

## Historia
Se conoce la existencia del pueblo desde 1021, cuando aparece en un documento albergado en un monasterio de Egipto. Tuvo varios nombres hasta que, tras haber sido ocupada en 1463 por el Imperio otomano, a mediados del siglo XVII recibió el nombre de "Hasan-pašina Palanka" ("Palanka del Bajá Hasán"). Adoptó el estatus de villa en 1866. En el siglo XX creció notablemente por su proximidad a la capital nacional Belgrado.

## Pedanías
Junto con Smederevska Palanka, pertenecen al municipio las siguientes pedanías (población en 2011):
- Azanja (3946)
- Bačinac (688)
- Baničina (941)
- Bašin (442)
- Cerovac (1054)
- Glibovac (2096)
- Golobok (1988)
- Grčac (1094)
- Kusadak (4865)
- Mala Plana (803)
- Mramorac (553)
- Pridvorice (787)
- Ratari (1766)
- Selevac (3381)
- Stojačak (364)
- Vlaški Do (971)
- Vodice (881)

## Clima
| Parámetros climáticos promedio de Smederevska Palanka (1981–2010, extremos 1961–2010) | Parámetros climáticos promedio de Smederevska Palanka (1981–2010, extremos 1961–2010) | Parámetros climáticos promedio de Smederevska Palanka (1981–2010, extremos 1961–2010) | Parámetros climáticos promedio de Smederevska Palanka (1981–2010, extremos 1961–2010) | Parámetros climáticos promedio de Smederevska Palanka (1981–2010, extremos 1961–2010) | Parámetros climáticos promedio de Smederevska Palanka (1981–2010, extremos 1961–2010) | Parámetros climáticos promedio de Smederevska Palanka (1981–2010, extremos 1961–2010) | Parámetros climáticos promedio de Smederevska Palanka (1981–2010, extremos 1961–2010) | Parámetros climáticos promedio de Smederevska Palanka (1981–2010, extremos 1961–2010) | Parámetros climáticos promedio de Smederevska Palanka (1981–2010, extremos 1961–2010) | Parámetros climáticos promedio de Smederevska Palanka (1981–2010, extremos 1961–2010) | Parámetros climáticos promedio de Smederevska Palanka (1981–2010, extremos 1961–2010) | Parámetros climáticos promedio de Smederevska Palanka (1981–2010, extremos 1961–2010) | Parámetros climáticos promedio de Smederevska Palanka (1981–2010, extremos 1961–2010) |
| Mes                                                                                   | Ene.                                                                                  | Feb.                                                                                  | Mar.                                                                                  | Abr.                                                                                  | May.                                                                                  | Jun.                                                                                  | Jul.                                                                                  | Ago.                                                                                  | Sep.                                                                                  | Oct.                                                                                  | Nov.                                                                                  | Dic.                                                                                  | Anual                                                                                 |
| ------------------------------------------------------------------------------------- | ------------------------------------------------------------------------------------- | ------------------------------------------------------------------------------------- | ------------------------------------------------------------------------------------- | ------------------------------------------------------------------------------------- | ------------------------------------------------------------------------------------- | ------------------------------------------------------------------------------------- | ------------------------------------------------------------------------------------- | ------------------------------------------------------------------------------------- | ------------------------------------------------------------------------------------- | ------------------------------------------------------------------------------------- | ------------------------------------------------------------------------------------- | ------------------------------------------------------------------------------------- | ------------------------------------------------------------------------------------- |
| Temp. máx. abs. (°C)                                                                  | 20.6                                                                                  | 24.4                                                                                  | 28.3                                                                                  | 31.2                                                                                  | 35.6                                                                                  | 39.7                                                                                  | 44.9                                                                                  | 41.7                                                                                  | 37.4                                                                                  | 32.5                                                                                  | 28.0                                                                                  | 21.6                                                                                  | 44.9                                                                                  |
| Temp. máx. media (°C)                                                                 | 4.7                                                                                   | 7.1                                                                                   | 12.5                                                                                  | 18.0                                                                                  | 23.3                                                                                  | 26.2                                                                                  | 28.7                                                                                  | 28.8                                                                                  | 24.1                                                                                  | 18.3                                                                                  | 11.3                                                                                  | 5.7                                                                                   | 17.4                                                                                  |
| Temp. media (°C)                                                                      | 0.7                                                                                   | 2.1                                                                                   | 6.5                                                                                   | 11.8                                                                                  | 17.0                                                                                  | 20.1                                                                                  | 22.0                                                                                  | 21.6                                                                                  | 16.8                                                                                  | 11.7                                                                                  | 6.2                                                                                   | 1.9                                                                                   | 11.5                                                                                  |
| Temp. mín. media (°C)                                                                 | -2.8                                                                                  | -2.1                                                                                  | 1.4                                                                                   | 5.9                                                                                   | 10.6                                                                                  | 13.7                                                                                  | 15.1                                                                                  | 14.8                                                                                  | 11.0                                                                                  | 6.6                                                                                   | 2.3                                                                                   | -1.4                                                                                  | 6.3                                                                                   |
| Temp. mín. abs. (°C)                                                                  | -29.9                                                                                 | -25.7                                                                                 | -20.7                                                                                 | -7.8                                                                                  | -0.8                                                                                  | 1.5                                                                                   | 6.5                                                                                   | 5.1                                                                                   | -3.3                                                                                  | -7.3                                                                                  | -16.5                                                                                 | -23.6                                                                                 | -29.9                                                                                 |
| Precipitación total (mm)                                                              | 42.4                                                                                  | 39.2                                                                                  | 43.6                                                                                  | 50.1                                                                                  | 54.3                                                                                  | 78.7                                                                                  | 60.5                                                                                  | 58.9                                                                                  | 56.4                                                                                  | 51.2                                                                                  | 50.0                                                                                  | 51.8                                                                                  | 637.2                                                                                 |
| Días de precipitaciones (≥ 0.1 mm)                                                    | 13                                                                                    | 12                                                                                    | 12                                                                                    | 13                                                                                    | 13                                                                                    | 13                                                                                    | 10                                                                                    | 8                                                                                     | 10                                                                                    | 10                                                                                    | 12                                                                                    | 15                                                                                    | 139                                                                                   |
| Días de nevadas (≥ 1 mm)                                                              | 9                                                                                     | 8                                                                                     | 4                                                                                     | 1                                                                                     | 0                                                                                     | 0                                                                                     | 0                                                                                     | 0                                                                                     | 0                                                                                     | 0                                                                                     | 3                                                                                     | 7                                                                                     | 32                                                                                    |
| Horas de sol                                                                          | 78.1                                                                                  | 107.6                                                                                 | 156.3                                                                                 | 188.8                                                                                 | 242.4                                                                                 | 263.9                                                                                 | 299.1                                                                                 | 281.8                                                                                 | 208.7                                                                                 | 166.1                                                                                 | 104.8                                                                                 | 70.2                                                                                  | 2167.8                                                                                |
| Humedad relativa (%)                                                                  | 81                                                                                    | 75                                                                                    | 68                                                                                    | 66                                                                                    | 67                                                                                    | 68                                                                                    | 66                                                                                    | 66                                                                                    | 72                                                                                    | 75                                                                                    | 78                                                                                    | 82                                                                                    | 72                                                                                    |
| Fuente: Republic Hydrometeorological Service of Serbia                                |                                                                                       |                                                                                       |                                                                                       |                                                                                       |                                                                                       |                                                                                       |                                                                                       |                                                                                       |                                                                                       |                                                                                       |                                                                                       |                                                                                       |                                                                                       |